# Socha svatého Patrika (Karviná)
Socha sv. Patrika v Karviné se nachází u kostela Povýšení svatého kříže ve Fryštátě. Spolu se sochou sv. Patrika v Dolní Lutyni to jsou jediné dvě sochy sv. Patrika v České republice a ve Slezsku.

## Historie
Socha byla postavena v roce 1749 jako výraz zbožnosti hraběte Mikuláše Taaffeho z Karlingsfortu, který přišel do Slezska v roce 1740 kvůli pronásledování katolíků v Irsku. Niklas Taaffe se později stal vlastníkem fryštátského panství.

## Popis
Socha je vytesána z pískovce a znázorňuje postavu světce v biskupském ornátě, drží biskupskou berlu a evangelium v levé ruce. Jeho pravá ruka je zvednuta v gestu požehnání.